# Mirko Virius
Mirko Virius est un peintre croate naïf de l'École de Hlebine (Đelekovec, 28 octobre 1889 - Zemun, mai 1943).

## Biographie
Autodidacte, Il commence à dessiner pendant la Première guerre mondiale, alors qu'il est contraint au travail forcé dans une aciérie d'Ekaterinoslav. Il retourne à Delekovec après la guerre et abandonne toute activité artistique jusqu'en 1936 lorsque Ivan Generalić et Franjo Mraz l'encouragent à peindre. Il devient alors l'une des trois figures historiques de l'école de Hlebline. Les premières œuvres de Virius ont un contenu social affirmé en même temps qu'elles sont une célébration du monde rural. La carrière de Virius est très courte. Il est arrêté et meurt dans le camp de concentration nazi de Sajmiste, près de Zemun, en 1943, pour sa participation à la résistance. Son œuvre ne sera reconnue qu'après la guerre, notamment lors de la rétrospective du Pavillon des arts de Zagreb en 1950. Le destin tragique de Mirko Virius a été évoqué dans l'une des plus célèbres œuvres d'Ivan Generalic, La Mort de Virius (1959).